# Крит
Крит (лат. Candia) је острво у Средоземном мору на крајњем југу Грчке. Чувен је по Минојској цивилизацији и палати у Кнососу.

## Географске одлике
Крит је са 8.331,231 km² површине највеће острво Грчке и пето по величини у Медитерану. Дужина обале је 1.040 километара. Острво Гавдос испред југозападне обале Крита је најјужнија насељена тачка Европе.
Острво је претежно планинско, али се у северном делу пружају приморске равнице, погодније за живот.
Клима на острву је средоземна, а на вишим планинским крајевима осећа се утицај надморске висине (ниже температуре, зиме са снегом и мразом).

## Становништво
На острву данас живи 600.159 становника (попис 2001. године). Главно становништво су Грци, али се у летњим месецима број нагло повећа због великог броја страних туриста. Последњих деценија Крит је доживео значајан раст становништва захваљујући развоју туризма.
Највећи град на острву и управно средиште је Ираклион, са око 140.000 становника. Остали значајни градови су Канија, Ретимно, Агиос Николаос, Јерапетра.

## Управна подела
Острво Крит са наближим малим острвима чини посебну покрајину у Грчкој, тзв. грчку периферију. У оквиру ње постоји даља подела на 4 округа:
- Ираклион
- Ласити
- Ретимно
- Ханија

## Прошлост Крита

### Егејски свет
Истраживањима обављеним током 20. века дошло се до сазнања да су у II миленијуму п. н. е. у базену Егејског мора постојале цивилизације развијене попут Египатске, Вавилонске и многих других. До насељавања земаља Егејског мора дошло је почетком доба неолита тј. око VII-VI миленијума п. н. е., на шта указују пронађени остаци многобројних насеобина и гробова из тог доба.
Привредну основу родовских заједница представљале су сточарство и земљорадња. Према археолошким налазима неолитске родовске насеобине састојале су се од колиба прављених необрађеним каменом и биле су квадратног облика.
Почетком трећег миленијума п. н. е. људи су били упознати са употребом бакра, а касније и бронзе, што је убрзало развој производних снага. Најстарије израђевине од бакра воде порекло крајем IV и прве половине III миленијума п. н. е.

### Крит у периоду од 30. до 13. века пре нове ере
У III миленијуму п. н. е. критско друштво било је на већем степену развитка у односу на друштво континенталне Грчке и острва Егејског мора. Од најстаријих времена био је познат по плодности земље и богатим шумама. Критске висоравни биле су погодне за развој земљорадње и сточарства. Становништво се бавило риболовом и трговином са околним земљама. У другој половини III миленијума Крићани су још више развили своју трговину, тргујући са Египтом на југу, Кикладским острвима на северу и највероватније са земљама Месопотамије на истоку. Грнчарство је такође било веома развијено. Најгушће је била насељена јужна обала острва о чему сведоче многобројне родовске костурнице. Критско друштво из тог доба карактерише развијено родовско уређење. Издвајање приватне својине појединаца изазвало је прва социјално-економска раслојавања. Крајем III миленијума п. н. е. дошло је до померања становништва у централне и северне делове острва. 
Почетком II миленијума п. н. е. започет је процес образовања класног друштва одн. распад првобитне друштвене заједнице родовског уређења. Процес образовања наследне краљевске власти започет је око XXI - XX веку п. н. е. Имовинска неједнакост је почела да буде приметна. Куће сиромашнијих биле су мале, скромне и збијене једна уз другу док су код богатијих биле веће и удаљене једна од друге. Крит у периоду од XX до 18. века п. н. е. није био јединствена држава. Често су се водили ратови владара појединих области. Најмоћнији били су владари Кнососа и Фестоса.
У 18. веку п. н. е. низ насеља и краљевских палата било је разорено. О разлозима за то постоје подељена мишљења научника. Једни сматрају да се то десило услед честих земљотреса док код других преовладава мишљење да је у питању била најезда азијских племена Хикса. Свакако да су порушена насеља касније била обновљена. Исти је случај и са палатама.
Почетком 16. века п. н. е. владарима династије Кнососа пошло је за руком да завладају целим Критом. То је било доба највеће моћи Крита. Критско друштво је достигло велики напредак у економском и социјалном развоју. Порастом производних снага занатство се одвојило од пољопривреде, дошло је до унапређења размене добара а поморска трговина је била у великом успону. Мењала се и социјална структура друштва. Дошло је до поделе друштва на класе али ипак са карактеристикама првобитне заједнице. Сиромашни и занатлије бивали су експлоатисани од стране владајуће аристократије што је условило постепен развој првобитног ропства које је ипак и даље имало патријархални карактер. Све те промене довеле су до јачања централне власти. Критски краљеви (династије из Кнососа) ширили су своју монархију на рачун суседних територија. Освојена су Кикладска острва а могуће и Атика. О томе сведоче предмети критског порекла као и споменици критског писма нађени на територијама ван острва.
Крићани су по свему судећи имали јаку флоту, вероватно прву најјачу у историји чим су успели да загосподаре читавим Егејским морем. Копнену војну снагу чинила је пешадија која је била наоружана луковима, копљима, мачевима и ножевима. Заштитна опрема им је била шлем и штит. У борбеним колима возили су се војне старешине и владари.
Основа критске економије била је и даље пољопривреда. Употребљавао се плуг а поред осталог гајила се пшеница, јечам, маслина, грожђе итд. Развијено је било и сточарство а од највећег значаја био је узгој крупне рогате стоке. Усавршена је обрада метала (бронза), развило се грнчарство (појава грнчарског кола), обрада дрвета, каменорезачки и ткачки занат, јувелирство. За развој заната и трговине велики значај имао је сувоземни и поморски транспорт (грађени су путеви између градова а превоз се вршио колима са четири точка или лаким двоколицама са коњском запрегом). Такође је било развијено морепловство. Јачале су економске и културне везе са Египтом. Према неким научницима Крит је у 15. веку п. н. е. био политички потчињен Египту. Културни утицај, у том периоду са тим тада великим и јаким царством на југу био је обостран. Он је опао крајем 15. века п. н. е. због допремања великих количина робе из копнене Грчке.
Критски градови већином су се налазили на извесној удаљености од саме обале. Главни град Крита у II миленијуму п. н. е. био је Кносос. Други значајни градови били су: Тилис, Фестос, Гурнија, Хагија Тријада, Малија, Закрос и Мохлос.
Око 1400. п. н. е. развитак критске државе био је изненада прекинут. Раније се сматрало да се опет радило о страшном земљотресу, али новија истраживања показују да дворци и насеља била између осталог и спаљена што указује да су страдала неким непријатељским нападом споља. Претпоставља се да су критску моћ у својим походима сломили Ахајци. Преживело становништво је овога пута у мањој мери обновило своја порушена насеља и дворце и почело да се сели у западни део острва. Од средине XII века п. н. е. острво Крит је потпало под утицај континенталне Грчке. Део становништва је мигрирало на исток у Малу Азију, остали су се асимиловали са надирућим племенима чија културна, економска и социјална достигнућа далеко да су била на нивоу Критске цивилизације. У почетку су Критом завладали Ахајци, а касније Дорани чије становништво је касније преовладавало на Криту.
Критски земљотрес је изазвао цунами који је разорио Александрију.

## Галерија
- Острво Крит
- Ханија - Катедрала
- Ираклион, фонтана
- Ситија
- Агиос Николаос
- Ханија, пијаца
- Пејзаж
- Поглед са Псилоритиса
- Планина Ида
- Клисура Арадена